# Eurocrate
Un eurocrate (parola macedonia composta da "europeo" e "burocrate") è «un membro del personale della commissione amministrativa dell'Unione europea» o, più in generale, qualsiasi funzionario dell'Unione europea. Il termine fu coniato da Richard Mayne, giornalista e assistente personale del primo presidente della Commissione, Walter Hallstein, nel 1961.
Esistono tre tipi principali di eurocrati. Innanzitutto, gli incaricati politici, come i commissari europei e i membri del Parlamento europeo. In secondo luogo ci sono i funzionari; questi sono gli agenti permanenti che costituiscono la maggioranza delle istituzioni europee. Esistono due categorie di funzionari: Assistenti e Amministratori. Gli assistenti svolgono un ruolo di "segreteria", mentre gli amministratori eseguono più responsabilità politiche o manageriali. Vi è poi una terza categoria, costituita dagli Agenti Contrattuali. Gli agenti contrattuali non hanno un contratto di lavoro con le stesse condizioni dei funzionari. Il loro primo contratto di lavoro è limitato nella durata, tuttavia dopo diversi rinnovi questo può essere esteso in modo permanente.
Gli eurocrati provengono da tutti gli Stati membri dell'Unione europea. L'EPSO è l'organo principale che seleziona il personale presso le istituzioni dell'Unione europea.